# Єгоров Володимир Анатолійович
Володи́мир Анато́лійович Єго́ров — капітан Збройних сил України.

## З життєпису
У липні 2014 року лейтенант Володимир Єгоров у складі 23-го мотопіхотного батальйону направлений до Маріуполя, спочатку несли службу на блокпостах. Під час осіннього російського наступу сили батальйону вийшли до Новоазовська, там відбувся важкий бій. Двоє бійців загинуло, сім поранено. Лейтенант Єгоров чимало зробив, щоб вивезти з поля бою поранених.
Після закінчення строкової служби підписав контракт і служить у Національній гвардії, командир взводу спеціального призначення.
Брав участь в «Іграх нескорених 2020».

## Нагороди
За особисту мужність і героїзм, виявлені у захисті державного суверенітету та територіальної цілісності України, вірність військовій присязі під час російсько-української війни, відзначений — нагороджений
- 13 серпня 2015 року — орденом Богдана Хмельницького III ступеня.